# Schiffchen (Nähen)

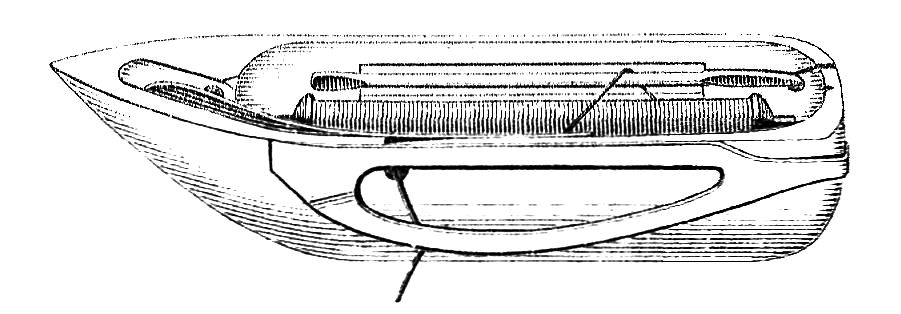
Typisches Stickschiffchen

Das Schiffchen dient beim Sticken und Nähen der Verknotung des mit der Nadel durch den Stoff gestoßenen Oberfadens mit dem Unterfaden. Alle Nähmaschinen und der große Teil der aktuellen Stickmaschinen, insbesondere entsprechend ihrem Namen alle Schifflistickmaschinen verwenden ein Schiffchen. Es gibt verschiedene Bauformen. 

## Etymologie
Den Namen hat das Schiffchen vom Webschützen, der beim Weben eingesetzt wird und wegen seiner Form auch als Schiffchen bezeichnet wird. Vereinzelt wird noch heute dieser Name verwendet, auch wenn es eine mittlerweile bei allen modernen Nähmaschinen zylinderförmig ist. Schneider verwenden heute die Bezeichnung Spule.

## Funktionsweise
Das Schiffchen ist eine kleine, mit speziellen Führungen versehene Form aus Metall, in die eine Fadenspule eingesetzt wird. Es wird so unter der Nadel durchgeführt, dass am Schiffchen anliegende Ecken den Oberfaden aufnehmen, der um das Schiffchen und den darin befindlichen Faden herumgeführt wird, so dass ein Knoten entsteht. Danach wird das Schiffchen wieder an seine Ausgangsposition zurückbewegt. In heutigen Nähmaschinen wird statt eines Schiffchens ein Rundgreifer mit auswechselbaren Spulen eingesetzt.